# Bank of Botswana
Die Bank of Botswana (BoB) ist die Zentralbank von Botswana. Sie hat ihren Hauptsitz in Gaborone.

## Geschichte

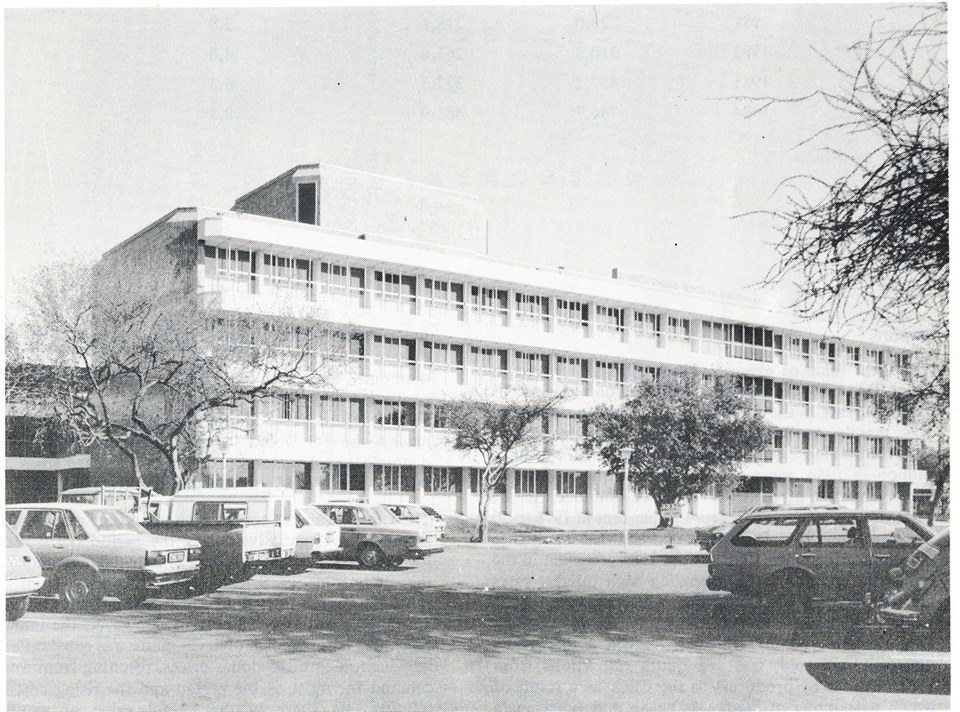
Hauptsitz der BoB in den 1980er Jahren

Mit der Gründung der Bank of Botswana wurde beschlossen, sich aus dem Rand-Währungsgebiet (Rand Monetary Area, RMA) zurückzuziehen, in dem der südafrikanische Rand seit der Unabhängigkeit im Jahr 1966 von Großbritannien die gesetzliche Währung in Botswana war. Die Entscheidung, sich aus der RMA zurückzuziehen, wurde von Präsident Seretse Khama im September 1974 bekannt gegeben. Dies geschah trotz der Ratschläge gegen einen solchen Schritt, einschließlich des Internationalen Währungsfonds (IWF), der die Schwachstellen einer kleinen, offenen Volkswirtschaft hervorhob, die es sich nicht ohne Weiteres leisten konnte, Reserven zu halten, die ausreichen, um wirtschaftlichen und finanziellen Schwankungen entgegenzuwirken. Gleichwohl waren die Behörden der Ansicht, dass diese Kosten durch den erwarteten Nutzen für die nationale Entwicklung einer Ausweitung des Spektrums inländischer Finanzinstitute und -instrumente aufgewogen wurden. Die Gründung der Bank erfolgte am 1. Juli 1975 und ein Jahr später wurde der Botswanische Pula als Währung eingeführt.
Seit Einführung der Bank konnte das Land eine positive wirtschaftliche Entwicklung verzeichnen und der Pula gehört heute zu den stabilsten Währungen in Afrika.